# 藤原資業
藤原 資業（ふじわら の すけなり）は、平安時代中期から後期にかけての公卿。藤原北家真夏流（日野家）、参議・藤原有国の七男。官位は従三位・式部大輔。

## 経歴
一条朝の長保5年（1003年）16歳で文章得業生となり、翌寛弘2年（1005年）対策に及第。
寛弘3年（1006年）式部少丞に任ぜられると、式部大丞・六位蔵人を経て、寛弘6年（1009年）従五位下・筑後権守に叙任される。刑部少輔・大内記を経て、寛弘8年（1011年）2月に右少弁に任ぜられ、同年6月に三条天皇が即位して藤原道長の外孫である敦成親王が春宮に立てられるとその東宮学士を兼任する。さらに、長和3年（1014年）五位蔵人を、長和4年（1015年）には検非違使佐を兼ねて三事兼帯となった。この間の長和3年（1014年）右中弁・藤原定頼が春日社行幸行事を務めることになったが、闘乱によって定頼に変わって資業に改替した。
長和5年（1016年）三条天皇が敦成親王（後一条天皇）に譲位し、左大臣・藤原道長が三条院の院司を定めた際、資業は判官代に任ぜられる一方、引き続き五位蔵人も務めた。寛仁元年（1017年）正五位下・文章博士となる。左少弁を経て、寛仁4年（1020年）従四位上・丹波守に叙任され弁官を去る。治安2年（1022年）正四位下、治安3年（1023年）式部大輔に叙任され、文人官僚の筆頭となった。丹波守在任中の治安3年（1023年）子刻に騎兵十余りが来て中御門にある資業の邸に放火した。その際、家人が相挑んだというが、群盗の力に敵わず燃やされてしまったという。
式部大輔の傍らで、万寿5年（1028年）播磨守、長暦3年（1039年）伊予守と地方官を務めたのち、後冷泉朝初頭の寛徳2年（1045年）従三位に叙せられとなり公卿に列す。
永承6年（1051年）に出家。法名素舜。日野山庄に隠居し、延久2年（1070年）8月24日薨去。享年83。日野法界寺薬師堂を建立した。

## 官歴
『公卿補任』による。
- 長保5年（1003年） 11月19日：文章得業生
- 時期不明：備中権掾
- 寛弘2年（1005年） 正月10日：昇殿。10月：対策（君臣好文野楽業）。11月：及第
- 寛弘3年（1006年） 正月28日：式部少丞
- 寛弘4年（1007年） 正月28日：式部大丞
- 寛弘5年（1008年） 正月11日：六位蔵人
- 寛弘6年（1009年） 正月7日：従五位下。正月18日：筑後権守。9月：刑部少輔。12月：昇殿
- 寛弘7年（1010年） 正月16日：大内記
- 寛弘8年（1011年） 2月1日：右少弁。6月13日：東宮学士（春宮・敦成親王）
- 寛弘9年（1012年） 正月27日：備中介
- 長和2年（1013年） 正月7日：従五位上（弁）。15日：昇殿
- 長和3年（1014年） 正月10日：五位蔵人。12月5日：春日社行幸行事[5]
- 長和4年（1015年） 2月18日：左衛門権佐。2月25日：蒙使宣旨
- 長和5年（1016年） 正月29日：止蔵人、三條院判官代。2月8日：五位蔵人
- 長和6年（1017年） 正月7日：正五位下（弁）
- 寛仁元年（1017年） 8月30日：文章博士
- 寛仁2年（1018年） 9月24日：辞博士
- 寛仁3年（1019年） 12月21日：左少弁
- 寛仁4年（1020年） 正月30日：丹波守（去弁、佐労）。2月1日：従四位下[6]。2月5日：従四位上（坊労、越階）
- 寛仁5年（1021年） 正月24日：勘解由長官
- 治安2年（1022年） 正月7日：正四位下（造宮行事）
- 治安3年（1023年） 3月15日：式部大輔
- 万寿5年（1028年） 2月19日：播磨守（止長官、大輔如元）
- 長元7年（1034年） 正月：秩満止守
- 長暦3年（1039年） 正月26日：伊予守
- 長久2年（1041年） 3月4日：昇殿
- 長久4年（1043年） 日付不詳：辞大輔
- 寛徳2年（1045年） 4月26日：従三位（造常寧殿功）
- 永承元年（1046年） 4月14日：式部大輔
- 永承6年（1051年） 2月16日：出家
- 延久2年（1070年） 8月24日：薨去[1]

## 系譜
- 父：藤原有国
- 母：橘徳子 - 橘仲遠の娘
- 妻：源重文の娘
  - 長男：藤原実家
  - 三男：藤原実政（1019-1093）
- 妻：藤原師長の娘
  - 次男：藤原実綱（1012-1082）
- 妻：藤原興方の娘
- 生母不明の子女
  - 四男：良覚
  - 女子：藤原経輔室
  - 女子：藤原敦宗室
  - 女子：藤原長房母
  - 女子：在原惟経室
  - 女子：白河天皇乳母
  - 女子：藤原定房室